# Schloss Scheuerfeld

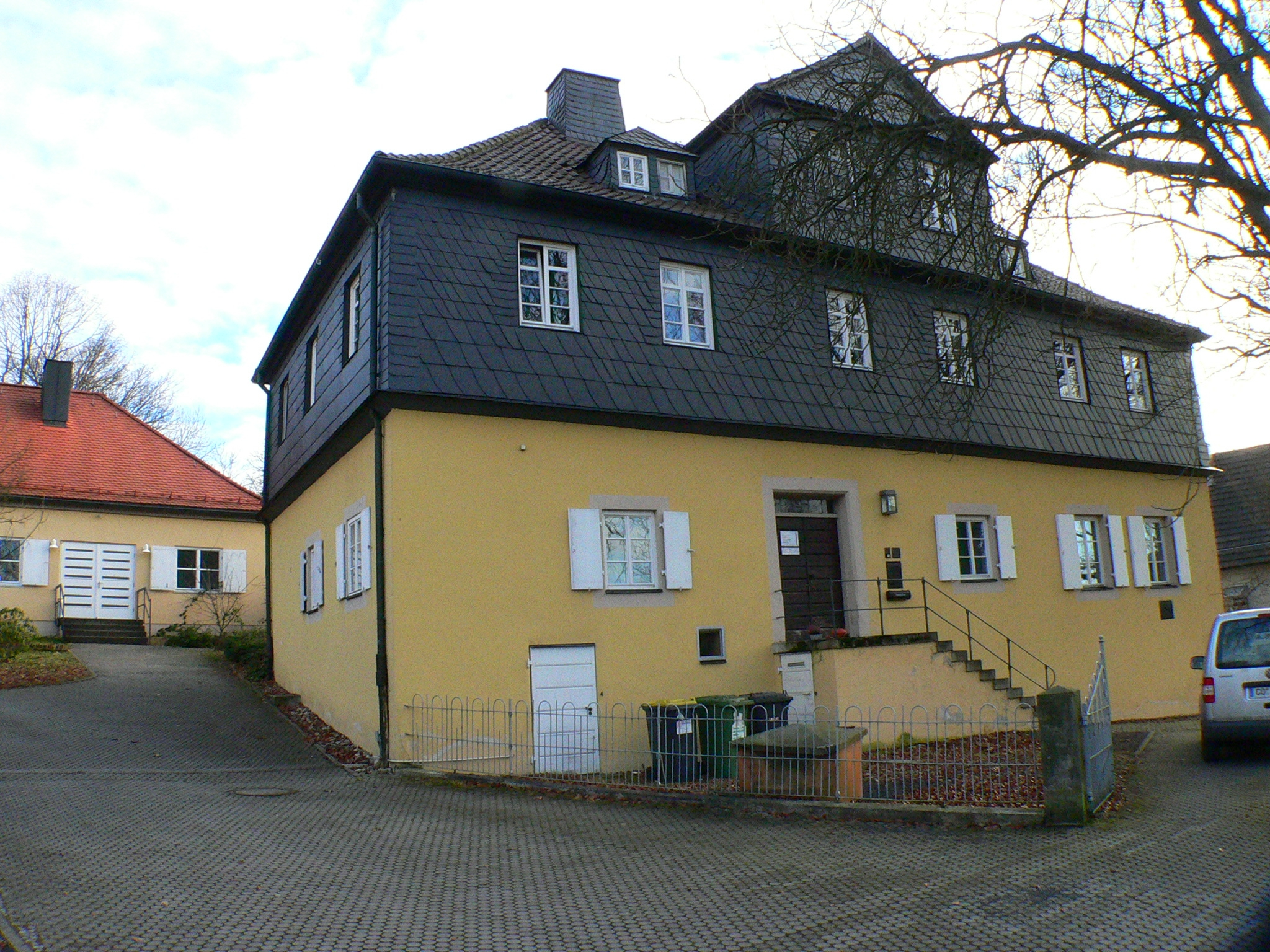

Das ehemalige Schloss Scheuerfeld im Coburger Stadtteil Scheuerfeld in Oberfranken entstand in seiner heutigen Gestalt im 16. Jahrhundert und beherbergt seit 1893 das evangelische Pfarramt. Der Ursprung der Anlage stammt aus der thüringisch-fränkischen Landnahme des 5. und 6. Jahrhunderts. Das Gebäude steht unter Denkmalschutz.

## Geografische Lage
Schloss Scheuerfeld steht im Ortszentrum von Scheuerfeld, seit 1872 ein westlicher Stadtteil von Coburg, in der Nicolaus-Zech-Straße 20. Ein noch erkennbarer Graben umgibt das Areal, das heute noch als Alter Bau bezeichnet wird.

## Geschichte
Der Historiker Erich Meißner hat in der Scheuerfelder Flur zehn ehemalige Hügelhöfe aus dem 5. und 6. Jahrhundert festgestellt, zu denen auch das Areal um Schloss Scheuerfeld gehörte.
Es ist nicht belegbar, ob Schloss Scheuerfeld bereits an der Wende zum 12. Jahrhundert, wie sonst im Coburger Raum gegeben, schon ein ritterlicher Ansitz war. Der zu dieser Zeit amtierende Abt von Saalfeld Siboto stiftete zwar die Kapelle, die Vorgängerin der heutigen Pfarrkirche in Scheuerfeld, hatte aber seinen Sitz in der Burg zu Ahorn. Auch in den folgenden vier Jahrhunderten finden sich weder Hinweise auf Burg noch Schloss Scheuerfeld.
Um 1590 kaufte Nicolaus Zech, der Rentmeister und Kammerrat des Coburger Herzogs Johann Casimir, Scheuerfeld und erbaute das in seinen Ausmaßen bescheidene Schloss und eine Reihe von umgebenden Gebäuden. 1598 schenkte ihm Herzog Casimir das nahe Schloss Eichhof aus Dankbarkeit für die Sanierung seiner Finanzen. 1603 fiel Zech in Ungnade, wurde in der Veste Coburg inhaftiert und starb vier Jahre später.
Nicolaus Zechs noch unmündige Kinder Helena und Markus erbten beide Besitzungen, Helena Schloss Scheuerfeld und Markus Schloss Eichhof. Helena heiratete 1615 Dr. jur. Johann Christian von Merklin. Sie starb 1617 und Merklin kaufte 1622 Schloss Eichhof hinzu. Nach Merklins Tod wurde das Gesamterbe unter seinen Söhnen geteilt. Der jüngere Sohn erhielt den Eichhof und der ältere Schloss Scheuerfeld. Seine Nachkommen bewohnten das Schloss bis ins 19. Jahrhundert, obwohl es zwischenzeitlich wieder in fürstlichen Besitz übergegangen war. 1893 wurde es der Gemeinde zur Gründung einer Pfarrstelle übertragen, die es bis heute ist. Eine Denktafel an der Frontseite des Gebäudes erinnert an den Spender.

## Anlage
Das Schloss, einst als Herrensitz oder Rittergut erbaut, weist einen aus einer großen rundbogigen Tonne gemauerten Keller auf, der auf die Entstehung um 1590 hinweist. Von ihm geht ein 25 Meter langer unterirdischer Gang aus, der erst in den 1970er Jahren entdeckt wurde. Man deutet ihn als geheimen Fluchtweg für Kriegszeiten, da das Schloss nicht zur Verteidigung eingerichtet war.
Das kubische, zweigeschossige und sechsachsige Gebäude trägt über einem steinernen Erdgeschoss ein mit handgeschlagenen Schieferplatten verkleidetes Fachwerkoberstock. Das Walmdach mit Zwerchgiebel an der Frontseite stammt aus dem Anfang des 18. Jahrhunderts. Das dickwandige Erdgeschoss ist der früheren Bauepoche um 1590 zuzuordnen.
Ursprünglich verlief senkrecht zur Fassade eine ausladende Sandsteintreppe zum Portal. Sie wurde im 20. Jahrhundert durch eine quer am Haus liegende Stiege aus Beton ersetzt.
Das Stallgebäude hinter dem Schloss und der parkähnliche kleine Garten stammen noch aus der Zeit des von Nicolaus Zech geschaffenen Ritterguts.

## Nachweise
1. ↑  Peter Morsbach, Otto Titz: Stadt Coburg (= Bayerisches Landesamt für Denkmalpflege [Hrsg.]: Denkmäler in Bayern. Band IV.48). Karl M. Lipp Verlag, München 2006, ISBN 3-87490-590-X, S. 475.
2. ↑  Dr. Fritz Mahnke: Schlösser und Burgen im Umkreis der Fränkischen Krone. Druck- und Verlagsanstalt Neue Presse GmbH, Coburg, 1974, Seiten 51 Abs. 3
3. ↑  Erich Meißner, Oberlehrer, Forschungen über Hügelhöfe im Coburger Land, Stadtarchiv Coburg
4. ↑  Dr. Fritz Mahnke: Schlösser und Burgen im Umkreis der Fränkischen Krone. Druck- und Verlagsanstalt Neue Presse GmbH, Coburg, 1974, Seiten 51 Abs. 8
5. ↑  Dr. Fritz Mahnke: Schlösser und Burgen im Umkreis der Fränkischen Krone. Druck- und Verlagsanstalt Neue Presse GmbH, Coburg, 1974, Seiten 52
6. ↑  Dr. Fritz Mahnke: Schlösser und Burgen im Umkreis der Fränkischen Krone. Druck- und Verlagsanstalt Neue Presse GmbH, Coburg, 1974, Seiten 52 Abs. 1

Koordinaten: 50° 15′ 17,8″ N, 10° 55′ 36,8″ O